# Hesselbecke (Lister)
Die Hesselbecke ist ein Fließgewässer in Meinerzhagen. Sie entspringt im Ortsteil Hohenhengstenberg und fließt in südöstliche Richtung durch die Ortsteile Hesselbecke und Eckhahn. Sie unterquert die Landstraße 539 und mündet linksseitig in die Lister.